# HMAS Sheean (2001)
HMAS Sheean (SSG 77) is een Australische onderzeeboot van de Collinsklasse. De boot gebouwd door de Australische scheepswerf Australian Submarine Corporation is vernoemd naar de Australische matroos Teddy Sheean.
Het ontwerp van de Collinsklasse is gebaseerd op de verschillende generaties van Zweedse onderzeeboten.